# Cuaña
Cuaña (asturià) Coaña (castellà) és un conceyu i una parròquia de la Comunitat Autònoma del Principat d'Astúries. Limita al nord amb el mar Cantàbric, al sud amb Bual, a l'est amb el riu Navia, que fa de frontera amb Navia i Villayón i a l'oest amb El Franco.
És un dels municipis d'Astúries en els quals es parla gallec.

## Història
No hi ha restes anteriors fins a l'època castrenya, ara sí, aquests són els més bonics exemples d'aquesta arquitectura. D'aquesta manera tenim els castros de Cuaña i Mouguías, que han estat durant èpoques tot un símbol del món castreny a Astúries.

### Edat mitjana i moderna
En la seva Època Medieval, ens dona informació el monestir de Cartavio i el castell d'Aguilar i la seva vinculació a l'església d'Oviedo. El monestir de Cartavio posseeix inscripcions que daten del 970 que ens parlen de la donació d'aquest centre a la seu oventenca. Un altre monestir amb gran influència va ser el de Corias ja des de la seva fundació que incloïa donacions de propietats en aquesta zona.
En els segles xii i xiii, les terres compreses entre el riu Eo i el Navia són cedides al bisbe d'Oviedo per Alfons VII de Castella, pels continus problemes entre els prelats de Lugo i Oviedo, donant a canvi les terres que tenia el bisbe d'Oviedo en la zona de Lugo.
La seva administració se centralitza en el segle xiii amb la creació de la pobla de Revoledo, en terres de l'actual concejo de Castropol. Aquesta zona és a la fi de l'edat mitjana un dels llocs amb major concentració de patrimoni del cabildo ovetenc.
En el segle xvi, el municipi segueix sota el poder del cabildo ovetense, sent amb Felip II, i el decret de la desvinculación dels béns eclesiàstics el que va permetre la formació de l'ajuntament autònom de Castropol.

### Seglexixdes d'ara
En el segle xix, la guerra de la independència va donar lloc al saqueig de Cuaña i a diverses escaramusses. Aquest segle també portarà el progrés, així aquest concejo es dota d'ajuntament i casa consistorial, es construïx el pont de ferro sobre el riu Navia, s'inaugura la via de comunicació entre Cuaña i Navia. Al segle XX cal destacar la construcció de l'aeròdrom de Jarrio, durant la Guerra Civil espanyola i la construcció del seu Hospital Comarcal, que dona servei a bona part de l'occident astur.

## Geografia
Les seves principals vies de comunicació són: la carretera nacional de la costa i l'autonòmica que va a Grandas de Salime. Està a una distància de la capital del Principat de 58 quilòmetres. Té una població de 3.495 habitants. Els seus nuclis més importants per nombre d'habitants són: El Espín, Cartavio, Cuaña (capital del concejo), Lloza i Trelles. El seu relleu està marcat per dues zones diferents, les terres baixes amb els seus forts penya-segats i les seves terres altes a l'interior, amb un complicat relleu format per les serres de Cuadramón i la Vara, les forests de Abredo i el de Cuaña, tots ells de moderada altura. Les seves elevacions màximes estan en el Pico Llebredo de 834 metres. Altres altures a destacar són: el pic de l'Àguila i l'alt del Moqueiro ambdós amb 756 metres i el pic Vidrosa de 641 metres. Les principals lleres fluvials són: el riu Navia i dos dels seus afluents el Meiro i el Palmión. La seva flora autòctona ha sofert grans pèrdues dominant cada vegada més eucaliptus.

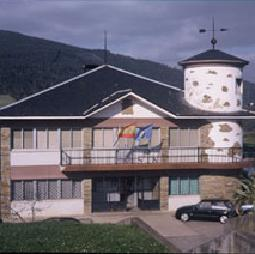
Ajuntament de Cuaña.

## Parròquies
El concejo de Cuaña es divideix en 7 parròquies rurals:
- Cartavio
- Cuaña
- Folgueiras
- Llebredo
- Mouguías
- Trelles
- Villacondide

## Evolució demogràfica
Cuaña té una població censada de 3.635 habitants. Aquest concejo ha sofert els efectes de l'emigració que ha conegut tota aquesta zona i que és freturosa d'una ocupació industrial suficient. Cuaña s'ha beneficiat de la seva proximitat a Navia amb la qual complix les funcions d'àrea residencial i d'expansió. La seva població actual és la més baixa que ha tingut des del segle xix, això és a causa d'un declivi lent però continu partint de 1950 on arribés a la seva quota màxima de població amb 5.169 habitants. Referent al seu piràmide demogràfica és similar als concejos marítims de l'occident amb 1,09 persones majors per una jove, que àdhuc sent greu, no ho és tant com en els concejos rurals de l'interior que solen duplicar les majors de seixanta a les joves.
Cuaña ha conegut l'emigració en fases diferents, en el primer terç del segle xx, la seva emigració es va dirigir cap a Amèrica, sent Cuba i Argentina els quals més emigrants van rebre. En una segona fase a partir de mitjans del segle XX es dirigeixen cap a Europa, principalment Alemanya, França, o Suïssa. La majoria són joves del mitjà rural.

## Economia
La seva economia antigament puixant basada en l'agricultura i la ramaderia, ha anat a poc a poc descendint, dedicant-se l'agricultura més a l'autoconsum, i sent la ramaderia la seva activitat principal. No obstant això, en aquest any el nombre major d'ocupacions està en el sector de serveis, amb el 49,25%, mentre que el sector primari té el 34,59% i l'industrial el 16,16%. Del seu activitat minera i de l'existència d'alguna ferreria en la conca del Nero, no queden rastres o senyals.

## Política
Al concejo de Cuaña, des de 1979, el partit que més temps ha governat ha estat el PP. L'actual alcaldessa, i des del 2019, és Rosana González Fernández del PP.
|      | PP | PSOE | IU-BA | Altres | Total |
| ---- | -- | ---- | ----- | ------ | ----- |
| 1999 | 4  | 2    | 1     | 4      | 11    |
| 2003 | 7  | 3    | 1     | 0      | 11    |
| 2007 | 7  | 4    | 0     | 0      | 11    |
| 2011 | 9  | 2    | 0     | 0      | 11    |
| 2015 | 8  | 2    | 0     | 1      | 11    |
| 2019 | 6  | 5    | 0     | 0      | 11    |
| 2023 | 7  | 4    | 0     | 0      | 11    |

## Monuments
- Castro de Cuaña